# Oenothera tetraptera

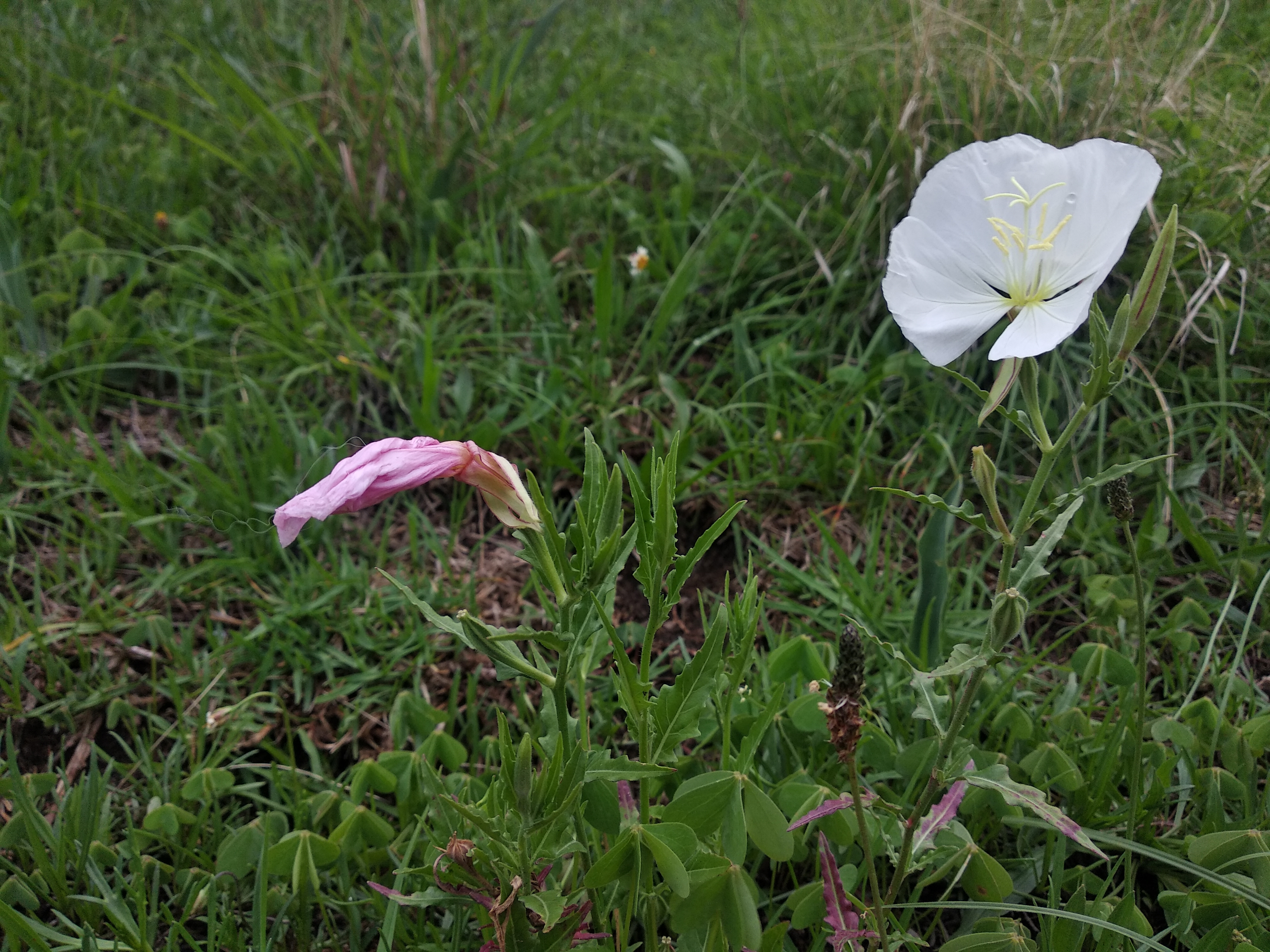
En su hábitat

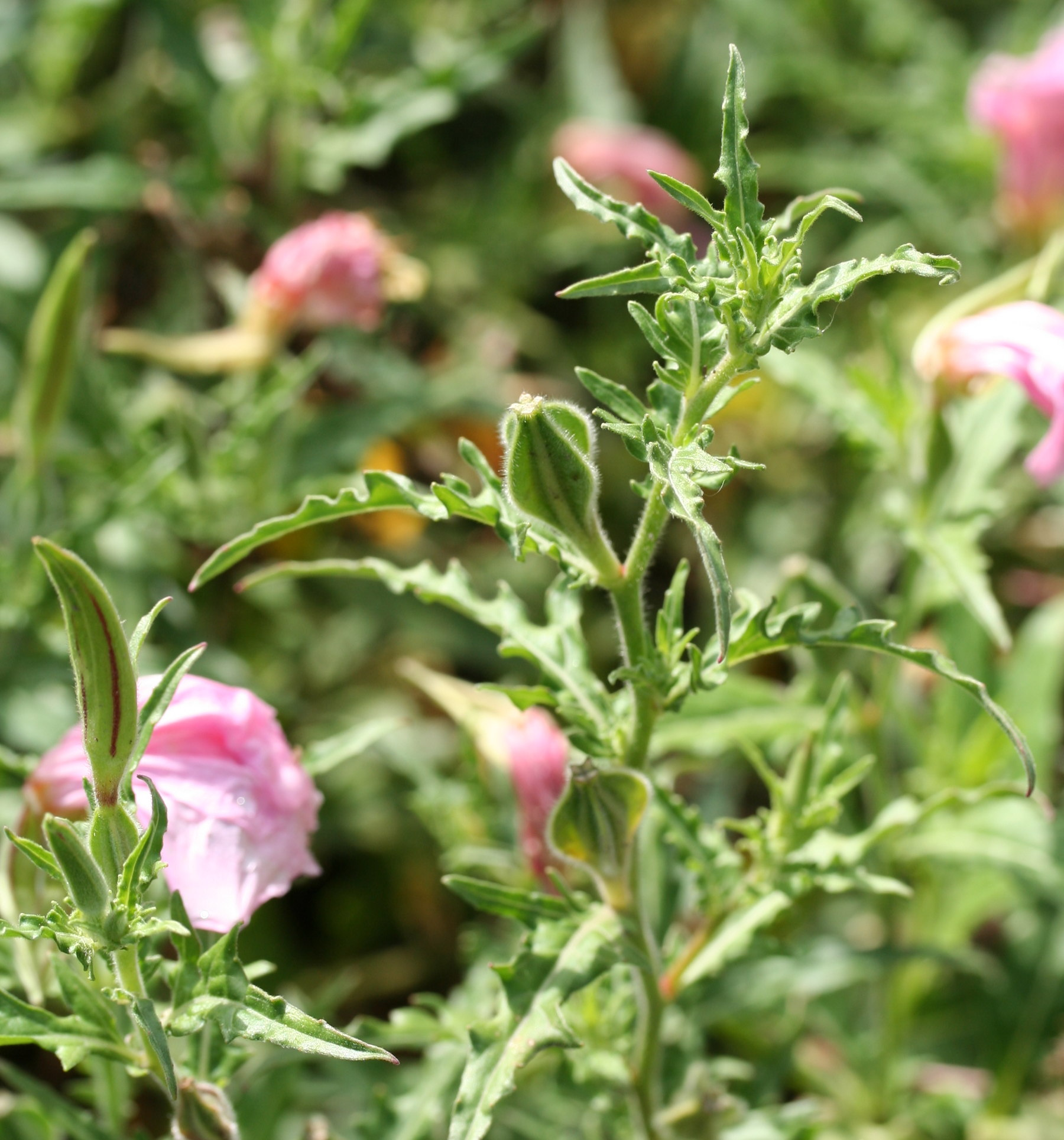
Detalle de hojas y frutos

Oenothera tetraptera  es una especie de planta perteneciente a la familia de las onagráceas. Es nativa de América, del sur de Estados Unidos al norte de Sudamérica.

## Descripción
Oenothera tetraptera es una hierba perenne, erecta o rastrera, que mide entre 15 y 50 cm de altura. Sus tallos son simples o ramificados desde la base, pilosos y a veces algo leñosos. Las pequeñas hojas son sinuado-dentadas o sinuado-pinnatífidas y pubescentes por ambos lados. Las flores, que abren al ocaso y se cierran antes del amanecer, son llamativas, de cuatro pétalos blancos ampliamente obovados, dispuestos en cruz; al cerrarse, se tornan rosados. Los sépalos a menudo tienen rayas rojas sobre fondo verde. El fruto es una cápsula obovoide de hasta 1.5 cm de largo. Al abrirse, suelta semillas pequeñas (~ 1 mm) de color marrón.

## Distribución y hábitat
Es originaria de América. Se distribuye desde Estados Unidos (Colorado y Texas) hasta Colombia y Venezuela. Es una hierba arvense y ruderal, presente en pastizales urbanos perturbados, matorrales y bosques abiertos. También se ha naturalizado en Europa Central y en partes de Asia, donde también se cultiva como ornamental.

## Taxonomía
Oenothera tetraptera fue descrita en 1796 por Antonio José Cavanilles en Icones et Descriptiones Plantarum 3: 40.

### Etimología
Oenothera: nombre genérico de origen griego, de significado incierto; tal vez de ονος θηρας (onos theras), que significa "atrapa asnos", o bien de οινος θηρας (oinos theras), que significa "buscador de vino"
tetraptera: epíteto griego que significa "de cuatro alas"

### Sinonimia
- Hartmannia latiflora (Ser.) Rose
- Hartmannia macrantha Spach
- Hartmannia tetraptera (Cav.) Small
- Oenothera candida Dum.Cours.
- Oenothera latiflora Ser.
- Oenothera mutabilis Steud.
- Xylopleurum tetrapterum (Cav.) Raim.[7]

### Nombre común
Es llamada "linda tarde" en México, aunque se ha propuesto el nombre de "linda tarde blanca" para diferenciarla de Oenothera pubescens, otra especie de onagra que abre sus flores (amarillas) al atardecer. En inglés se conoce como "four-wing evening primrose"; la primera parte del nombre (de cuatro alas) es la traducción del epíteto tetraptera, mientras que "evening primrose" (primavera de la tarde) es el nombre común de varias especies del género Oenothera.